# Limé
Limé és un municipi francès situat al departament de l'Aisne i a la regió dels Alts de França. L'any 2007 tenia 187 habitants.

## Demografia

### Població
El 2007 la població de fet de Limé era de 187 persones. Hi havia 73 famílies de les quals 12 eren unipersonals (8 homes vivint sols i 4 dones vivint soles), 24 parelles sense fills, 33 parelles amb fills i 4 famílies monoparentals amb fills.
La població ha evolucionat segons el següent gràfic:
Habitants censats

### Habitatges
El 2007 hi havia 89 habitatges, 72 eren l'habitatge principal de la família, 9 eren segones residències i 7 estaven desocupats. 87 eren cases i 2 eren apartaments. Dels 72 habitatges principals, 52 estaven ocupats pels seus propietaris, 16 estaven llogats i ocupats pels llogaters i 4 estaven cedits a títol gratuït; 1 tenia una cambra, 2 en tenien dues, 10 en tenien tres, 20 en tenien quatre i 39 en tenien cinc o més. 56 habitatges disposaven pel capbaix d'una plaça de pàrquing. A 30 habitatges hi havia un automòbil i a 38 n'hi havia dos o més.

### Piràmide de població
La piràmide de població per edats i sexe el 2009 era:
| Homes | Edats   | Dones |
| ----- | ------- | ----- |
| 0     | 95 o +  | 0     |
| 0     | 90 a 94 | 0     |
| 0     | 85 a 89 | 0     |
| 0     | 80 a 84 | 0     |
| 4     | 75 a 79 | 4     |
| 4     | 70 a 74 | 8     |
| 8     | 65 a 69 | 0     |
| 4     | 60 a 64 | 0     |
| 4     | 55 a 59 | 8     |
| 8     | 50 a 54 | 0     |
| 4     | 45 a 49 | 8     |
| 0     | 40 a 44 | 8     |
| 12    | 35 a 39 | 0     |
| 4     | 30 a 34 | 8     |
| 8     | 25 a 29 | 12    |
| 0     | 20 a 24 | 0     |
| 8     | 15 a 19 | 8     |
| 0     | 10 a 14 | 4     |
| 8     | 5 a 9   | 8     |
| 4     | 0 a 4   | 8     |

## Economia
El 2007 la població en edat de treballar era de 113 persones, 81 eren actives i 32 eren inactives. De les 81 persones actives 74 estaven ocupades (45 homes i 29 dones) i 7 estaven aturades (7 dones i 7 dones). De les 32 persones inactives 10 estaven jubilades, 5 estaven estudiant i 17 estaven classificades com a «altres inactius».

### Ingressos
El 2009 a Limé hi havia 74 unitats fiscals que integraven 189 persones, la mediana anual d'ingressos fiscals per persona era de 14.690 €.

### Activitats econòmiques
Dels 11 establiments que hi havia el 2007, 2 eren d'empreses extractives, 7 d'empreses de construcció, 1 d'una empresa de comerç i reparació d'automòbils i 1 d'una empresa de serveis.
Dels 7 establiments de servei als particulars que hi havia el 2009, 5 eren paletes, 1 guixaire pintor i 1 fusteria.

## Poblacions més properes
El següent diagrama mostra les poblacions més properes.